# Пещера Иоанна Рильского

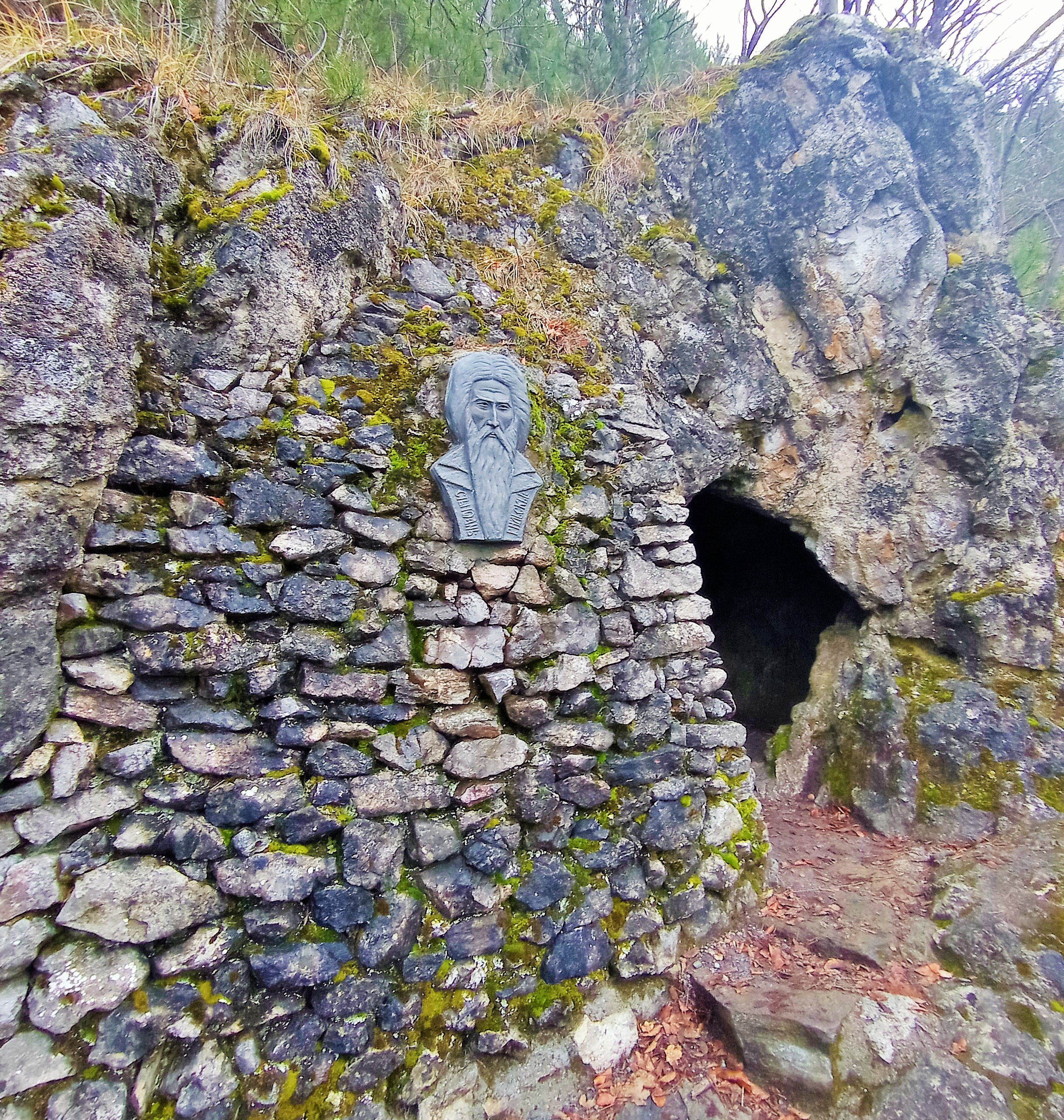
Первая пещера под Руеном, где жил Иоанн Рильский.

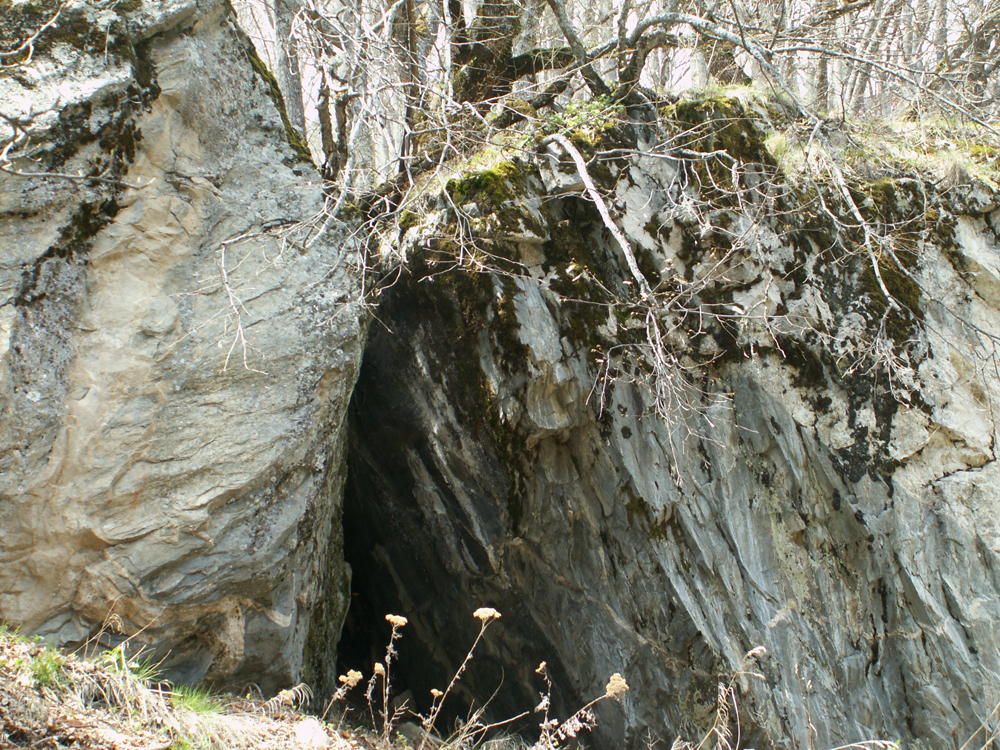
Пещера Иоанна Рильского над Рильским монастырем.

Иоанн Рильский родился около 876 года в Скрино, расположенном в северо-восточных складках горы Осогово у реки Струма. Он был современником князя Бориса (852-889), его сына Владимира Расате, царя Симеона Великого и сына Симеона — царя Петра I. До 25 лет был пастухом. В то время, сразу после крещения Болгарии, по всей стране стали строиться церкви и монастыри.
Вновь основанные монастыри стали не только центрами христианства, но и литературными и просветительскими центрами. Желанием Иоанна Рильского было полностью посвятить себя служению Богу и посвятить себя монашеской жизни в каком-нибудь святом монастыре. Первоначально Иван вошел в близлежащий Руенский монастырь «Святой Димитрий» ниже вершины Руена. Здесь он не только развил свои таланты к духовному созерцанию, но и получил образование и почерпнул знания из священных, богослужебных и религиозных книг. Он принял монашество, но недолго оставался в монастыре, а посвятил себя жизни в полном уединении, молитвах, постах и лишениях в близлежащей пещере.
После череды превратностей Иоанн Рильский окончательно поселился в великой Рильской горной пустыне, где и остался на всю оставшуюся жизнь. Там он основал Рильский монастырь и провел свои последние дни отшельником в пещере над монастырем среди диких плодов и зверей, согласно его житиям.